# М48 Патън
М48 Патън е американски основен боен танк от Студената война. Той е част от серията танкове Патън на американската армия, наречени на легендарния генерал Джордж Патън. Създаден да замени остаряващите М47 Патън и М4 Шърман, М48 бива широко използван в различни военни конфликти и множество страни от НАТО и поддръжници на САЩ. Голяма част от тези страни употребяват негови модернизирани версии и до днес.

## История
Едва година след въвеждането в експлоатация на М47, американската армия решава с времето да го замени с по-мощен модел. Новият танк е модернизация на М46 и М47, но има някои големи разлики – куполът е изцяло нов, каросерията е модифицирана за да се увеличи вътрешното пространство, а окачването е подобрено. Картечното гнездо в челната част на танка е премахнато, като по този начин екипажът е сведен до 4 души. В периода 1952 – 1959 са произведени 12 000 танка. Ранните модели на танка – до М48А2С, са били с 12-цилиндров V-образен бензинов двигател с въздушно охлаждане „Континентъл“ AVSI-1790-5B, от началото на 1953 г. и с „Континентъл“ AVSI-1790-7. Бензиновият двигател е давал на танка малка независимост на придвижване и е бил податлив на възпламеняване в случай на точно попадение. Възможно е било при пробив на купола да се спукат тръбите с хидравлична течност в бойното отделение, която впоследствие се възпламенява и вътре в танка се образува огнено кълбо, което убива целия екипаж. Поради тези особености този модел е считан за ненадежден, но е бил употребяван в няколко израелско-арабски конфликта, както и в западногерманската армия. От версия М48А3 се монтира 12-цилиндров дизелов двигател „Континентъл“ AVDS-1790-2 с въздушно охлаждане. Към средата на 70-те години започва модернизация на всички танкове до нивото на М48А5, който е въоръжен с по-леко 105-мм оръдие с цел танкът да може да достига скорости, близки до тези на М60.

## Употреба

### Войната във Виетнам
М48 служи активно във Виетнамската война най-вече като поддръжка на пехотата. Първите танкове са били доставени на американския корпус на морската пехота през 1965. Въпреки това е имало много малко битки между два танка, повечето от които с леки танкове ПТ-76. Успешно е представянето на М67 Зипо, огнехвъргачен вариант, използван за изгаряне на укрепления в джунглите. Танкът се доказва като добре защитен от сухопътни мини и РПГ-2.

### Индо-пакистански войни
Пакистан използва М47 и М48 с голям успех срещу индийските Центурион и М4 Шърман през 1965. В заблатените местности пакистанските танкове имат голямо предимство и бързо изтласкват индийските войски. Въпреки това М48 се представя зле в битката при Асал Утар, където пакистански военни части нападат укрепени индийски позиции и губят всичките си танкове. Във втората индо-пакистанска война (1971) обаче резултатите са различни. Битката при Басантар става известна като пакистанската атака на леката бригада – Пакистан контраатакува и губи 66 танка, а Индия – едва 10.

### Близък изток
М48 се използва многократно в израелско-арабските конфликти, най-вече в Шестдневната война, където Израел постига големи успехи срещу египетските Т-34 и Т-54. Танкът е бил използван от Турция по време на окупацията на Северен Кипър през 1974. Последната му употреба в Близкия изток е по време на конфликта в северен Ливан през 2007. С помощта на танковете си ливанската армия побеждава бунтовниците от бежанските лагери.

## Варианти

### САЩ
- М48 Патън – базов модел, модификация на М47 с нов купол, нова каросерия, 90-мм оръдие М41. Познава се по специфичния Y-образен огнеприкривател, по-късно променен на Т-образен.
  - М48C – над 100 танка от базовия модел са имали производствен дефект на каросерията и са били използвани за тренировки под това означение.
- М48А1 – добавен е нов люк за шофьора и наблюдателна купола за командира.
- М48А2 – по-мощен двигател и усъвършенствана трансмисия, подсилена задна броня и подобрена система за контрол на купола.
  - М48А2C – М48А2 с подобрен далекомер, система за изсмукване на оръдейните газове и премахнати паразитни колела.
- М48А3 – М48А1 с дизелов двигател и нова СУО.
  - М48А3 Mod. B – добавена е допълнителна броня в задната част на танка, а командирската купола е направена по-висока.
- М48А4 – предложение за преоборудване на M48A3 с куполи на М60А2.
- М48А5 – модернизация със 105-мм оръдие М68.
  - М48А5PI – М48А5 с израелски купол тип „Урдан“.
- М67 Зипо – М48 с огнехвъргачка, разположена вътре в танка.
  - М67А1 – М67 върху шаси на М48А2.
  - М67А2 – М67 върху шасина М48А3.
- М88 Херкулес – бронирана ремонтно-евакуационна машина с булдозерно оборудване.

### Великобритания
- М48 Марксман – самоходно противовъздушно оръдие с купол „Марксман“.

### Израел
- Магах – серия от израелски модернизирани варианти на М47, М48 и М60.
- Е-48 – основно означение за всички М48 в израелската армия.
  - Е-48 AVLB – бронирана мостополагаща машина.
  - Е-48 (М48А2) – М48А2, внесен от Германия.
  - Е-48 (М48А2С) – M48A2C, внесен от Германия.
  - Е-48 (М48А3) – М48А3, внесен от САЩ.

### Турция
- М48А5Т1 – турски вариант на М48А5 с по-мощен дизелов двигател и система за нощно виждане.
- М48А5Т2 – подобрен вариант на М48А5Т1 с инфрачервени прибори и лазерен далекомер.
- М48Т5 Тамай – бронирана ремонтно-евакуационна машина на базата на М48.

### Германия
- Kampfpanzer M48A2C – немско означение за М48А2, внесен от САЩ.
- Kampfpanzer M48A2GA2 – немски вариант със 105-мм оръдие L7 и картечница MG3, използвана на Леопард-1.
- Super M48 – М48 с различни модернизации.
- Minenraeumpanzer Keiler – минопочистваща машина на базата на M48A2C, все още в експлоатация.

### Южна Корея
- М48А5К – корейски вариант на М48А5 с модерна СУО и странични бронирани бордове за защита на колелата.
- М48А3К – корейски вариант на М48А3 с дизелов двигател, перископ за командира и подобрена СУО.

### Тайван
- M48H/CM-11 – купол на М48А2 с по-мощно оръдие върху шаси на М60А3 с добавена реактивна броня. Подобрена е СУО.
- CM-12 – танк М48А3 със същите подобрения като СМ-11.

### Испания
- М48А5Е – М48А5 с лазерен далекомер.
- Alacran CZ-10/25E – инженерен танк за испанската армия.
  - Alacran CZ-10/30E – модернизиран 30Е.

### Гърция
- M48A5 MOLF – гръцки вариант с модулна лазерна СУО EMES-18.

### Йордания
- AB9B1 – йорданска бронирана ремонтно-евакуационна машина.
- AB1 – йордански М48А5 със 120-мм гладкостволно оръдие.

## Оператори
- Виетнам – 20, от Южен Виетнам
- Гърция – 618, изтеглят се от употреба
- Израел – 561 Магах[1]
- Иран – 80
- Йордания – 200
- Южна Корея – 850[2]
- Ливан – 104
- Пакистан – 345
- Тайван – 450 СМ-11 и 100 СМ-12[3]
- Тайланд – 150
- Тунис – 28
- Турция – 2875

### Бивши
- Германия
- Испания – 164
- Мароко – 224
- Норвегия – 38
- САЩ
- Португалия – 86
- Южен Виетнам – 20, приети на въоръжение във Виетнамските народни въоръжени сили